# Neurocordulia yamaskanensis
Neurocordulia yamaskanensis là loài chuồn chuồn trong họ Corduliidae. Loài này được Provancher mô tả khoa học đầu tiên năm 1875.